# Stenosiphon linifolius
Stenosiphon linifolius là một loài thực vật có hoa trong họ Anh thảo chiều. Loài này được (Nutt. ex E. James) Heynh. miêu tả khoa học đầu tiên năm 1840.